# مقاطعة جاسبر (جورجيا)
مقاطعة جاسبر (بالإنجليزية: Jasper County)‏ هي إحدى المقاطعات في ولاية جورجيا في الولايات المتحدة الأمريكية.

## أعلام
- مارثا فوستر كروفورد
- بنجامين هارفي هيل
- مارتن جنكينز كروفورد